# سه دیوانه
سه دیوانه فیلمی به کارگردانی و نویسندگی جلال مقدم محصول سال ۱۳۴۷ است.

## خلاصه داستان
سه تایی‌ها، آرایشگر، آمپول زن، و آشپز که در یک آسایشگاه روانی مشغول به کارند متوجه می‌شوند مردی با تبانی مباشرش «تیمور» درصدد است برادرزاده اش «پروانه» را دیوانه معرفی کند تا قبل از رسیدن او به سن قانونی وارث ثروتش شود…

## بازیگران
- منصور سپهرنیا
- محمد متوسلانی
- گرشا رئوفی
- فائقه آتشین
- جهانگیر فروهر
- غلامحسین نقشینه
- عشقی
- میرمحمد تجدد
- محمدتقی کهنمویی
- کارمن
- نیکتاج صبری
- ریاضتی